# Callitriche mouterdei
Callitriche mouterdei är en grobladsväxtart som beskrevs av Schotsm.. Callitriche mouterdei ingår i släktet lånkar, och familjen grobladsväxter. Inga underarter finns listade i Catalogue of Life.